# Windows Server 2022
Windows Server 2022 est le système d'exploitation de Microsoft pour serveurs, sorti en août 2021.
Il propose une sécurité multicouche, des fonctionnalités hybrides avec Azure et une plateforme flexible. Le serveur utilise Windows Defender System Guard et la sécurité basée sur la virtualisation pour réduire les risques.
La version inclut le chiffrement SMB AES 256 pour HTTPS, une gestion des machines virtuelles améliorée, et des fonctionnalités avancées dans Windows Admin Center. Les conteneurs Windows[Quoi ?] ont des tailles d’images réduites pour un téléchargement plus rapide.

## Nouveautés
Améliorations :
- Sécurité renforcée avec chiffrement SMB AES-256, HTTPS, DNS over HTTPS ;
- Intégration avec Azure Arc ;
- Virtualisation pour les processeurs AMD ;
- Amélioration des performances UDP et TCP.

## Version d'évaluation
Une version d'évaluation est disponible pour 180 jours.

## Versions
Trois déclinaisons :
- Standard
- DataCenter
- Essentiels

Windows Server 2022 est basé sur Windows 10 22H2[réf. nécessaire].